# Direcció general de Sostenibilitat de la Costa i del Mar
La Direcció general de Sostenibilitat de la Costa i del Mar és un òrgan de gestió de la Secretaria d'Estat de Medi Ambient del Ministeri de Transició Ecològica.

## Funcions
Les funcions de la Direcció general es regulen en l'article 8 del Reial decret 864/2018:
- La coordinació amb comunitats autònomes, entitats locals i organismes públics de les actuacions o projectes que contribueixin a la millora de la sostenibilitat de la costa i del mar.
- La determinació del domini públic marítim terrestre mitjançant el procediment de partió, així com l'adopció de les mesures necessàries per assegurar la seva integritat i adequada conservació.
- La gestió del domini públic marítim terrestre, en particular de l'ocupació o aprofitament, i la seva tutela i policia.
- L'emissió de l'informe relatiu a la reserva del domini públic marítim-terrestre i la representació del Ministeri en la subscripció de l'acta corresponent.
- L'adscripció de béns de domini públic marítim-terrestre a les comunitats autònomes per a la construcció de nous ports i vies de transport de titularitat d'aquelles, o d'ampliació o modificació dels existents.
- La gestió del règim econòmic i financer del domini públic marítim terrestre.
- L'adreça de les demarcacions i serveis provincials de costes com a serveis territorials no integrats.
- L'emissió dels informes previs a l'aprovació provisional i definitiva dels plans urbanístics litorals.
- La protecció i conservació dels elements que integren el domini públic marítim terrestre, en particular, l'adequació sostenible de les platges, sistemes dunars i aiguamolls litorals, així com la redacció, realització, supervisió, control i inspecció d'estudis, projectes i obres de defensa.
- La programació, seguiment i avaluació dels projectes financiables amb fons europeus.
- La promoció i coordinació de plans, programes i mesures per a l'adaptació al canvi climàtic en el litoral, incloent la redacció, realització, supervisió, control i inspecció d'estudis, projectes i obres per a aquesta finalitat.
- La participació, en representació del Ministeri, en els organismes internacionals i seguiment dels convenis internacionals en matèria de protecció de la costa, adaptació de la costa al canvi climàtic i gestió integrada de zones costaneres.
- El desenvolupament de les competències del departament derivades de la Directiva Marc de l'Aigua en aigües costaneres i de transició en el que afecta el litoral, així com de la Directiva sobre avaluació i gestió dels riscos d'inundació referent a la inundació costanera.
- L'elaboració d'informes tècnics en el procediment d'avaluació d'impacte ambiental referents al mitjà costaner.
- La coordinació de l'aplicació a Espanya de la gestió integrada de zones costaneres.
- Les funcions derivades de les competències que la Llei 41/2010, de 29 de desembre, de protecció del medi marí, atribueix al Ministeri d'Agricultura i Pesca, Alimentació i Medi Ambient, en concret referent a les estratègies marines, la Xarxa d'Àrees Marines Protegides d'Espanya, les espècies i hàbitat marins i els informes preceptius referents a abocaments, activitats i projectes en el medi marí.
- Les funcions derivades de les competències que l'article 6 de la Llei 42/2007, de 13 de desembre, atribueix a l'Administració General de l'Estat quant a espais, hàbitat o àrees marines i a espècies marines, així com l'elaboració i actualització de l'Inventari Espanyol d'Hàbitat i Espècies Marins (IEHEM).
- La proposta de declaració i la gestió d'àrees marines protegides, llocs de la Xarxa Natura 2000 marins, zones marines protegides sota una figura internacional i altres espais naturals protegits marins la gestió dels quals correspongui a la Administració General de l'Estat.
- La participació en representació del Ministeri en els organismes internacionals i seguiment dels convenis internacionals en matèria de protecció del medi marí.
- La formulació, adopció i seguiment d'estratègies, plans, programes i mesures per a la conservació de la diversitat biològica i dels recursos del medi marí, particularment pel que fa a les espècies i hàbitat marins amenaçats, en coordinació, si escau, amb altres òrgans del departament amb competències en la matèria.
- L'elaboració d'informes previs en el procediment d'avaluació d'impacte ambiental referents al medi marí.
- L'elaboració o adreça d'estudis, propostes i plans, en matèria de protecció del litoral enfront de la contaminació marítima accidental i, en particular, la proposta d'un pla integral de contingències sobre actuacions en el litoral i de formació en matèria de protecció enfront de la contaminació marítima.
- La col·laboració amb el Ministeri de Foment per potenciar les actuacions en matèria de protecció de la ribera del mar.
- La coordinació de l'aplicació a Espanya de la Directiva 2014/89/UE del Parlament Europeu i del Consell, de 23 de juliol de 2014, per la qual s'estableix un marc per a l'ordenació de l'espai marítim.
- L'inici dels expedients sancionadors regulats per la Llei 42/2007, de 13 de desembre, en matèria de biodiversitat marina, així com la imposició de sancions per infraccions greus i lleus, sense perjudici de les competències que corresponguin a altres òrgans o departaments.

## Estructura
De la Direcció general depenen els següents òrgans:
- Subdirecció General de Domini Públic Marítim-Terrestre.
- Subdirecció General per a la Protecció de la Costa.
- Subdirecció General per a la Protecció del Mar.

## Llista de directors generals
- Ana María Oñoro Valenciano (2018-)[2]
- Raquel Orts Nebot (2015-2018)[3]
- Pablo Saavedra Inaraja (2012-2015)
- Pedro Antonio Ríos Martínez (2010-2012)
- Alicia Paz Antolín (2008-2010)